# Тітан-2

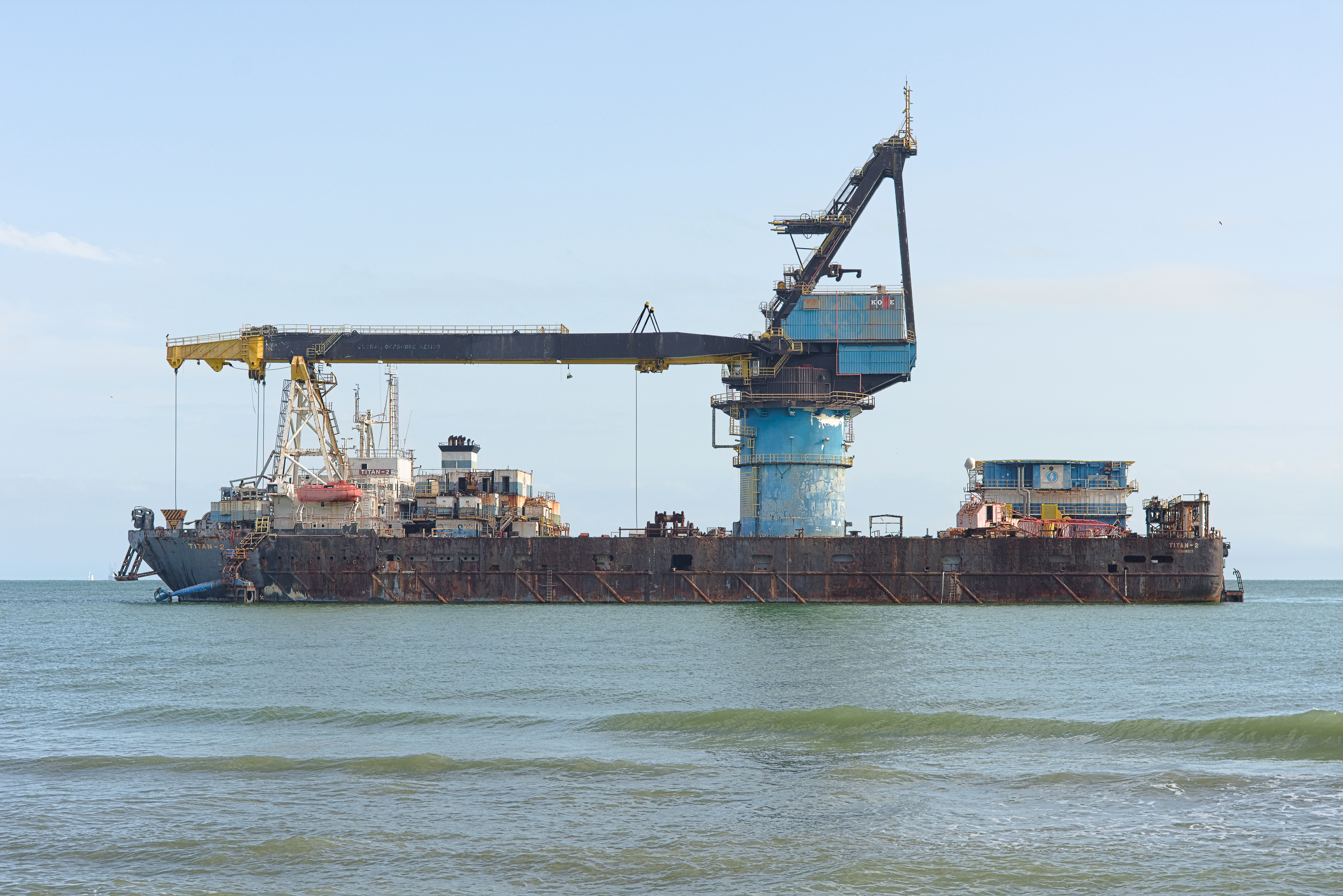

«Тітан-2»― крано-монтажне судно, є унікальним і розраховане на виконання специфічних виробничих завдань: монтаж-демонтаж плавучих бурильних платформ та їх обслуговування.
В Державному судновому реєстрі України судно зареєстроване 2 вересня 2014 року з назвою «Тітан-2». Судно перебуває у власності ПАТ Державне акціонерне товариство Чорноморнафтогаз.

## Проєктування і будівництво
Прикладом транспортно-монтажних плавучих кранів є плавкрани типу англ. «Titan», побудовані на верфі Вяртсиля  в Турку. Всього за період з 1984 по 1988 рік було спущено на воду чотири судна: англ. «Titan», «Titan-2», «Titan-3», «Titan-4». На замовлення Радянського Союзу два плавучих крани (рос. «Титан-2» і «Титан-3») були спеціально побудовані для роботи на нафтових родовищах континентального шельфу СРСР. Обидва морських судна відбуксували ріками і каналами Радянського Союзу в Каспійське море, де були закінчені на місцевому суднобудівному  заводі в Астрахані під наглядом спеціалістів із Турку.
Всі кранові судна мають катамаранний тип корпусу з вантажопідйомністю верхнього відділення 600 тонн. Для кращої фіксації судна обладнані вісьмома якорями типу Bruce. Верхня палуба судна слугує для перевезення вантажів і її площа дорівнює футбольному полю. Силова установка плавучого крана складається з двох головних дизелів, по одному на кожен корпус. Проте, рухова система плавучого крана «Тітан-2» у 2002 році була удосконалена. Додатково його обладнали чотирма зовнішніми гвинто-кермовими колонками типу Азипод малої тяги, загальною потужністю 1045 л.с.

## Технічні характеристики
Технічні характеристики транспортно-монтажного плавучого крана «Тітан-2»:
- Водотоннажність — 19813 тонн;
- Довжина — 144 м;
- Ширина — 54 м;
- Осадка — 4,1 м;
- Вантажопідйомність — 600 тонн;
- Довжина стріли — 73 м.

## Експлуатація
«Тітан-2» фактично не бував на батьківщині. Після розпаду СРСР його одразу орендували закордонні фрахтівники.
Із 2003 року судно знаходилося на бербоут-чартері (у торгівельному мореплавстві ― договір фрахтування судна без екіпажу) у шведської компанії Baltic Offshore Marine Contractors (визнана банкрутом в 2015 році).
У 2007 році «Тітан-2» був модернізований для роботи над більш масштабними проєктами на шельфі. На ньому встановили додаткове обладнання, в яке входить унікальна система динамічного позиціювання, система вогнегасіння, житлові бокси.
Baltic Offshore Marine Contractors своєю чергою у 2011 році передала судно в субфрахт мексиканській компанії Oceanografia SA de CV (останній оператор судна) на термін до квітня 2016 року. У 2014 році влада Мексики арештувала 400 суден компанії із різних країн, у тому числі і «Тітан-2». Судно було передано Службі відчуження майна (SAE) Мексики на зберігання. Воно стояло на якорі на рейді порту С'юдад-дель-Кармен (Ciudad del Carmen). Але 4 чи 5 лютого 2016 року під час шторму судно було пошкоджене і викинуте на мілину біля узбережжя острову Кармен у Мексиканській затоці. координати 18.68378944217724, -91.74127762195845 .

## Суди в Мексиці
18 лютого 2016 року НАК «Нафтогаз» заявила, що звільнила з-під арешту «Тітан-2». Влада Мексики визнала, що судно належить перереєстрованому в Києві «Чорноморнафтогазу». За домовленістю сторін, SAE повинна була зняти судно з мілини й передати власнику в травні 2016 року. Проте, українська сторона погодилася прийняти його тільки в належному технічному стані й вимагала від SAE компенсацію збитків. SAE зі свого боку повідомила, що не має ресурсів для рятувальної операції і двічі намагалася передати судно «Чорноморнафтогазу» в жахливому стані. «Чорноморнафтогаз» подала позови на SAE до SAE та її правонаступника INDEP, якими оскаржується незаконна бездіяльність по непередачі судна власнику («Чорноморнафтогаз) у стані не гіршому, ніж воно було прийняте на зберігання (у плавучому стані на якірній стоянці). Станом на грудень 2021 справа ще розглядається у мексиканських судах. 

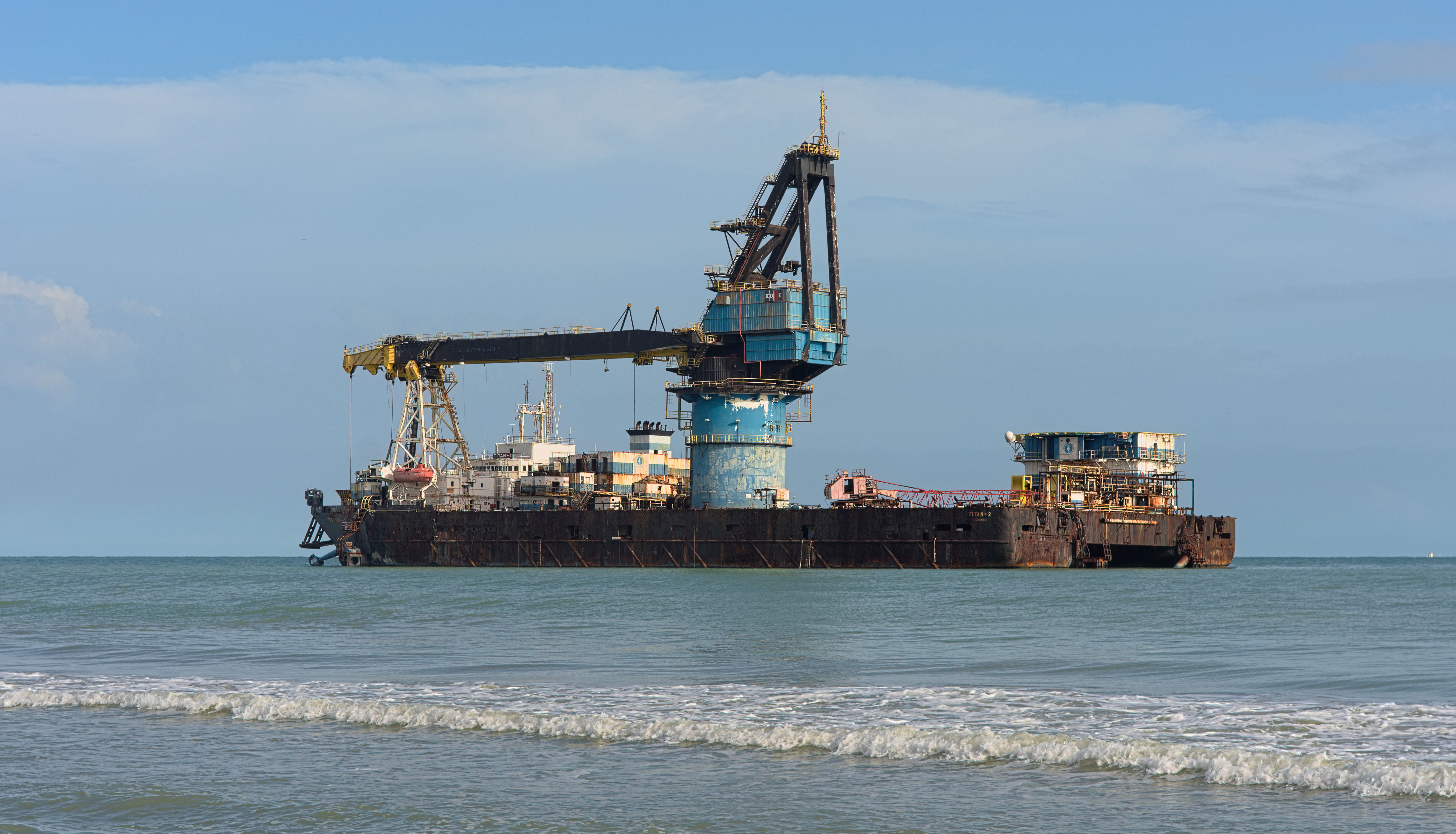
Титан-2 на мілині у мексеці

22 вересня 2018 року компанія Oceanwide International (O.W.I.) Cyprus Limited у рамках судового розгляду проти збанкрутілої Baltic Offshore Marine Contractors ініціювала в окружному суді мексиканського штату Кампече продаж українського судна на аукціоні. 
O.W.I. з 2014 року судиться з Baltic Offshore Marine Contractors, вимагаючи близько 3 млн дол. заборгованості з приводу заробітної плати екіпажу корабля. Проведення аукціону було призначене судом на 24 жовтня 2018 року. Чорноморнафтогаз  вжив всі процесуальні дії для зупинення аукціону і аукціон наразі скасовано. 
Чорноморнафтогаз здійснив судові оскарження рішення, на підставі якого судно було виставлено на аукціон, та домігся здійснення заходів контролю за законністю розгляду цієї справи Верховним Судом Мексики.
Міністерство юстиції України визнало, що Чорноморнафтогаз вжив та продовжує вживати всіх належних заходів для захисту інтересів стосовно судна «Тітан-2». 
Справи Товариства у Мексиці веде міжнародна юридична фірма Garza Tello/Clyde&Co.   
//Судно не належать до об'єктів державної власності. Його балансова вартість станом на 3 квартал 2021 року становить трохи більш як 72 млн грн.//
Згідно "Переліку суден зареєстрованих В Державному судному реєстрі України, судно належить (ПАТ ДЕРЖАВНЕ АКЦІОНЕРНЕ ТОВАРИСТВО ЧОРНОМОРНАФТОГАЗ м. Київ, вул. Б. Хмельницького, 26, оф.505) 